# ラムセス11世

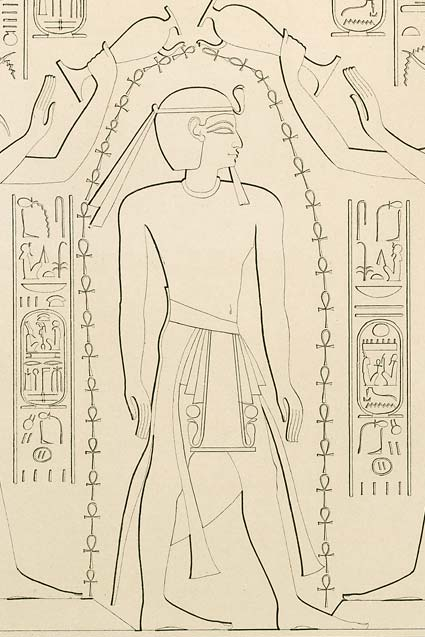
ラムセス11世

ラムセス11世（Ramesses XI、在位：紀元前1098 - 1070年頃）は、古代エジプト第20王朝の第10代ファラオ。即位名は"ラーの正義を留め、プタハに選ばれた者"を意味するメンマアトラー・セテプエンプタハ。彼の治世をもって新王国時代は終りを迎える。

## 概要
先代の王ラムセス10世との関係は分かっていない。ラムセス11世と10世、先々代のラムセス9世が親子関係にあるとすれば、「王の娘」「王の妻」「王の母」の3つの称号を持つ同王朝の王妃ティティがラムセス10世の妻である可能性もあるが、大ハリスパピルス等の史料から、ティティはむしろラムセス3世の妻である可能性が高いとされる。
治世中、上エジプトの支配権はテーベを拠点とするアメンの神官団が握り、事実上の支配者として振る舞っていた。王都ペル・ラムセスから統治するラムセス11世の権威が及ぶ地域は下エジプトに限られていた。だが、神官団の権力も安定していたとは言えず、上エジプトの支配を巡る政争が続いた。王の治世の半ば頃(おそらく12年目頃)に、ヌビア総督のパネヘシが大神官アメンヘテプを失脚させた。テーベでの地位を確立したパネヘシは、王の代理としてテーベを統治しようとしたが、治世19年頃には軍司令官ヘリホルがその地位に取って代わった。ヘリホルはアメンの大神官の地位を得て、さらに宰相をはじめとする多数の要職に就いた。その中にはヌビア総督の肩書もあったが、実際のヌビアはその後も10年近くの間パネヘシの勢力下に置かれた。テーベの支配者となったヘリホルは独自の年号「ウヘム・メスウト」を採用し、神殿にカルトゥーシュで囲まれた自らの名を刻むなど、王として振る舞った。この時点でテーベは事実上の独立国家（アメン大司祭国家）となり、エジプトには南北二つの王家が並立することとなった。
ラムセス11世の治世28年目頃に、ヘリホルの後継者ピアンキがヌビアへ遠征を行った。これはパネヘシ討伐を名目としたものと考えられるが、別の敵に直面したパネヘシへの援軍とする説もあり、両勢力の具体的な関係についてはよく分かっていない。
ラムセス11世は同王朝で2番目に長く約28年から30年間王位にあった。彼の死をもって第20王朝の系譜は途絶え、同時に古代エジプトが最も繁栄した新王国時代も終焉を迎えた。その没後はタニス周辺を治める有力諸侯で王の娘婿だったネスバネブジェトが後を継ぎ、新たに第21王朝を創始した。